# Zatoka klinowa

Zatoki przynosowe

Zatoka klinowa (łac. sinus sphenoidalis) – jedna z zatok przynosowych.
U niektórych gatunków nie ma jej wcale. Jeśli występuje, leży w kości przedklinowej. U zwierząt posuniętych w latach posuwa się także w obręb kości podstawnoklinowej. U człowieka tych kości nie wyróżnia się, a mówi się o pojedynczej kości klinowej i to w niej leży omawiana zatoka. Jako zatoka parzysta oddzielona jest od swej kontralateralnej imienniczki przegrodą zatok klinowych.
Owca domowa czy koza domowa takiej zatoki nie rozwijają. U świni natomiast nie tylko rozwija się ona, ale nawet wstępuje w obręb łuski kości skroniowej.
Zatoki klinowej nie obserwuje się u drapieżnych.
U człowieka parzysta zatoka klinowa leży w trzonie nieparzystej kości klinowej. Ma ona kształt nieregularny, a dzieląca ją od zatoki jednoimiennej przegroda raczej nie przebiega w płaszczyźnie pośrodkowej. Idzie raczej skośnie, a nawet poziomo. Objętość zatoki wynosi około 9 cm³, choć niekiedy osiąga jedynie rozmiar grochu. Niekiedy jednak sięga podstawy kości potylicznej, prawie że do otworu wielkiego, co poznaje się po przeświecającym stoku. Tak więc cechuje się ona wielką zmiennością międzyosobniczą. Do zatoki wpuklają się przysadka, nerw wzrokowy oraz tętnica szyjna wewnętrzna.
Zatokę wyściela błona śluzowa.